# 五停心観
五停心観（ごじょうしんかん）とは、大乗仏教・中国仏教圏における、止行に向けて心を落ち着ける、5種の導入的な瞑想方法を総称した言葉。上座部仏教における四十業処に相当する。

## 内容
以下の5つ。各自の性格に合った方法を選択する。
- 不浄観 --- 貪（欲望）を抑制する
- 慈悲観--- 瞋（怒り）を抑制する
- 因縁観 --- 痴（無知）を抑制する
- 界分別観[1] --- 我執を抑制する
- 数息観 --- 尋・伺を抑制する